# 2 + 2 = 5
A frase "dois mais dois é igual a cinco" ("2 + 2 = 5") é um slogan usado em diferentes formas de mídia, mais especificamente na obra literária Nineteen Eighty-Four (Mil Novecentos e Oitenta e Quatro) de George Orwell como um exemplo de um dogma obviamente falso no qual pode-se ser obrigado a acreditar, semelhante a outros slogans obviamente falsos por parte do Partido Ingsoc no romance. Ele é contrastado com a frase "dois mais dois são quatro", a óbvia — mas politicamente inconveniente — verdade. O protagonista de Orwell, Winston Smith, usa a frase ao se perguntar se o Inner Party (o estado) pode declarar "dois mais dois é igual a cinco" como um fato; ele pondera se, se todo mundo acredita, isso faz tal ser verdade? O interrogador do Inner Party de crimes de pensamento, O'Brien, diz que a declaração matematicamente falsa que exerce controle sobre a realidade física não é importante; enquanto controle as próprias percepções que o partido quer, então qualquer ação corporal é possível, de acordo com os princípios do duplipensar ("Às vezes são cinco. Às vezes, eles são três. Às vezes, eles são todos de uma só vez").

## História

### Victor Hugo e Fyodor Dostoievsky
Em Notas do Subterrâneo, de Fyodor Dostoyevsky, o protagonista implicitamente apoia a ideia de que duas vezes dois resulta em cinco, gastando vários parágrafos, considerando as implicações de rejeitar a afirmação "duas vezes dois são quatro".
Seu propósito não é ideológico, no entanto. Em vez disso, ele propõe que possui o livre-arbítrio para escolher ou rejeitar a lógica, bem como o ilógico que dá à humanidade suas características humanas. Ele acrescenta: "Eu admito que dois mais dois são quatro seja uma coisa excelente, mas se estamos a dar tudo lhe é devido, duas vezes dois são cinco é uma coisa muito charmosa também."
Dostoyevsky escreveu isso em 1864. Entretanto, de acordo com Roderick T. Long, Victor Hugo teria usado a frase anteriormente, em 1852. Ele opôs-se à maneira pela qual a grande maioria dos eleitores franceses haviam apoiado Napoleon III, endossando a forma como os valores liberais tinham sido ignoradas no seu golpe de estado.
Victor Hugo disse: "Agora, obteve-se sete milhões e quinhentos mil votos para declarar que dois e dois sejam cinco, que a linha reta é o caminho mais longo, que o todo é menos do que a sua parte; foi declarado por oito milhões de pessoas, por dez milhões, por uma centena de milhões de votos, você não avançará um passo." Aqui, Hugo está ecoando pensador francês anterior — Sieyès, em seu "O que é o Terceiro Estado?" usando a frase "Por isso se pode afirmar que sob a Constituição francesa, 200.000 indivíduos fora de 26 milhões de cidadãos constituem dois terços da vontade comum, apenas um comentário é possível: é a afirmação de que dois e dois são cinco."
É muito plausível que Dostoievski tinha isso em mente. Ele havia sido condenado à morte por sua participação em um grupo de discussão intelectual radical. A sentença foi comutada para prisão na Sibéria, e ele mudou algumas de suas opiniões que não se encaixavam sem rótulos convencionais.
A ideia parece ter sido significativa para a cultura e literatura russa. Ivan Turgenev escreveu em Oração, um de seus Poemas em prosa: "Aquilo para o que o homem reza, reza por um milagre. Cada oração se reduz a isto: Grande Deus, permita que o dobro de dois não seja de quatro." Também sentimentos semelhantes estão a ser ditos entre as últimas palavras de Leo Tolstoy quando instado a converter-se novamente à Igreja Ortodoxa Russa: "Mesmo no vale da sombra da morte, dois e dois não fazem seis." Mesmo colunistas de jornais russos da virada do século usaram a frase para sugerir a confusão moral da época.

### George Orwell
George Orwell tinha usado este conceito antes da publicação de Nineteen Eighty-Four. Durante sua carreira na BBC, familiarizou-se com os métodos de propaganda nazi. Em seu ensaio "Looking Back on the Spanish Civil War" ("Olhando para trás na Guerra Espanhola"), publicado em 1943 (seis anos antes da publicação de Nineteen Eighty-Four,) Orwell escreveu:
A teoria nazista de fato nega especificamente que tal coisa como "a verdade" exista. […] O objetivo implícito dessa linha de pensamento é um mundo de pesadelo em que o líder, ou alguma classe dominante, controla não só o futuro, mas o passado. Se o Líder diz de tal e tal evento, "Isso nunca aconteceu" — bem, isso nunca aconteceu. Se ele diz que dois e dois são cinco — bem, dois e dois são cinco. Essa perspectiva me assusta muito mais do que as bombas.

Na visão da maioria dos biógrafos de Orwell, a principal fonte para isso foi Atribuição em Utopia (Assignment in Utopia) por Eugene Lyons, um relato de seu tempo na União Soviética. Este contém um capítulo "dois mais dois são cinco", que era um slogan usado pelo governo de Stalin a prever que os planos quinquenais seriam concluídos em quatro anos, que por um tempo apareceu muito em Moscou.
No entanto, Orwell falou dos nazistas, então ele poderia ter feito referência ao Reichsmarschall Hermann Göring, que uma vez, em uma discutível exibição hiperbólica de lealdade para com Adolf Hitler, declarou: "Se o Führer quer, dois e dois são cinco!"
Em Nineteen Eighty-Four, Orwell escreveu:
No final, o Partido anunciaria que dois e dois fazem cinco, e você teria que acreditar. Era inevitável que eles deveriam fazer essa reivindicação, mais cedo ou mais tarde: a lógica da sua posição exigia. Não apenas a validade da experiência, mas a própria existência da realidade externa, foi tacitamente negada por sua filosofia. A heresia das heresias era senso comum. E o que foi aterrorizante não era que eles iriam matá-lo por pensar de outra forma, mas que pode estar certo. Pois, afinal, como sabemos que dois e dois são quatro? Ou que a força da gravidade funciona? Ou que o passado é imutável? Se tanto o passado como o mundo externo só existem na mente, e se a mente em si é controlável — o que então? 

## Verdade autoevidente
Em sua peça Dom Juan, o personagem título de Molière é questionado em que acredita. Ele responde que acredita que dois mais dois é igual a quatro. Crença é o estado psicológico em que um indivíduo detém uma proposição ou premissa para ser verdade. Uma crença é distinta de conhecimento. Estava certo de existir conhecimento absoluto, de onde a crença em uma reivindicação existencial seria desnecessária. Molière busca a liberdade de acreditar que dois mais dois é igual a quatro. Orwell busca a liberdade de dizer que dois mais dois é igual a quatro, como um fato objetivo que o partido não pode tocar.

## Na cultura popular
- O episódio "Chain of Command, Part II", da série Star Trek: The Next Generation, faz referência a este episódio do livro 1984. Picard é torturado pelo cardassiano Madred, que mostra a ele quatro luzes, e o obriga a dizer que vê cinco luzes.[12]

- "2 + 2 = 5" (a.k.a. "The Lukewarm.") é a faixa de abertura do sexto álbum da banda inglesa de rock Radiohead, Hail to the Thief, lançado em 2003.

- No especial Abracatástrofe da série de animação The Fairly OddParents ("Os Padrinhos Mágicos"), vários personagens afirmam que o bolinho mágico "Fairy-versary" é tão extremamente poderoso que poderia "fazer dois mais dois ser igual a peixe!".[13] Em outro episódio de Fairly Oddparents, Remy Buxaplenty contrata Stephen Hawking para provar que 2 + 2 = 5 a Mr. Crocker. No final do episódio, Crocker persegue-o após Hawking estabelecer que 2 + 2 = 6.

- Nos debates presidenciais anteriores à Eleição presidencial do Irã em 2009, o candidato reformista Mir Hossein Mousavi acusou seu interlocutor, o presidente Ahmadinejad, de ser ilógico e disse: "Se você perguntar (ao presidente) o que dois por dois resulta ele responderia cinco. "Nos dias seguintes, um dos slogans cantados pelos partidários de Mousavi era "dois por dois faz cinco!"

- Em Deus e o Estado, de Mikhail Bakunin, ele classifica deísmo como: "Imagine um molho de vinagre filosófico dos sistemas mais opostos, uma mistura de Pais da Igreja, filósofos escolásticos, Descartes e Pascal, Kant e psicólogos escoceses, tudo isso em uma superestrutura sobre as idéias divinas e inatas de Platão, e coberto com uma camada de imanência hegeliana acompanhada, é claro, por uma ignorância, como de desprezo, pois é completa, das ciências naturais, e provando, assim como duas vezes dois são cinco; a existência de um Deus pessoal."[14]

- A afirmação de que alguns computadores devolvem o parâmetro inválido em mensagem de erro "2 + 2 = 5 para valores muito grandes de 2 e valores muito pequenos de 5" é uma piada do meio da ciência da computação sobre arredondamento e estimativa. Por exemplo, suponha tenha-se um programa (como uma planilha de cálculo) definido para completar todos os números para inteiros (sem casas decimais) e que o problema que se está realmente computando seja 2,48 + 2,47. O programa será executado automaticamente, por isso quando entra-se no programa o valor 2,48, ele aparecerá na tela como 2. Quando introduzir-se o valor 2,47, ele também vai aparecerá como 2. Então, quando houver a adição, a soma resultante 4,95 será arredondada para 5. Assim, "2 + 2 = 5" se o valor de 2 é grande o suficiente.[15]

- Na canção Como Dois e Dois, de Caetano Veloso, gravada por Roberto Carlos em 1971, há os versos Tudo certo como; Dois e dois são cinco…[16]